# Rade Bogdanović
Rade Bogdanović (Szarajevó, 1970. május 21. –) szerb válogatott labdarúgó.

## Pályafutása

### Klubcsapatokban
Bogdanović 17 évesen, 1987-ben kezdte a labdarúgó-pályafutását a  Željezničar Sarajevóban, majd az 1992–93-as szezonban a dél-koreai K-ligába igazolt a Phohang Steelershez. Négy év után elhagyta a klubot, és Japánba távozott a JEF United Ichiharához, ahol csak egy szezont játszott. Az 1997–98-as szezonra az Atlético Madridhoz igazolt, ahol a szezon nagy részében kölcsönadták a NAC Bredának. Így az Atlético Madridtól Brémába került az 1998–99-es szezonra 1 350 000 DM-ért. A Bundesligában eltöltött öt év alatt 75 meccsen 15 gólt szerzett. Legnagyobb sikere az volt, hogy 1999-ben megnyerte a DFB-kupát a Werder Bremennel. Utolsó előtti állomása Arminia Bielefeld volt. Legutoljára az el-Vahda (Abu-Dzabi) csapatában játszott. 2005 nyarán 35 évesen visszavonult a profi futballtól.

### A nemzeti válogatottban
A szerb–montenegrói válogatottban 3 mérkőzést játszott, melyeken 2 gólt szerzett.

## Statisztika

### A válogatottban
| szerb–montenegrói válogatott | szerb–montenegrói válogatott | szerb–montenegrói válogatott |
| Időszak                      | Mérk.                        | gól                          |
| ---------------------------- | ---------------------------- | ---------------------------- |
| 1997                         | 3                            | 2                            |
| Összesen                     | 3                            | 2                            |

## Sikerei, díjai

### Klubcsapatokkal
Pohang Steelers
- K-liga bajnok: 1992

 Werder Bremen
- Német labdarúgókupa: 1999

## Magánélete
Házas, három lánya van, a legidősebb, Christina Dél-Koreában (1994), a második lánya,  Maria Németországban (2000) és a harmadik lánya, Sofia Spanyolországban született (2007).
Unokatestvére, Vladimir Jovančić szintén futballista volt, és a Partizan csapatában játszott pályafutása során.

## Fordítás
- Ez a szócikk részben vagy egészben  a   Rade Bogdanović című német Wikipédia-szócikk ezen változatának fordításán alapul.  Az eredeti cikk szerkesztőit annak laptörténete sorolja fel. Ez a jelzés csupán a megfogalmazás eredetét és a szerzői jogokat jelzi, nem szolgál a cikkben szereplő információk forrásmegjelöléseként.